# Garajova dolina
Garajova dolina (polsky  Dolinka Garajowa) je nevelká dolina severně od Turkovy doliny. Obě doliny jsou bočními orograficky pravými údolími Kôprové doliny ve Vysokých Tatrách.
Dolinou teče Garajov potok, přítok Kôprovského potoka.

## Název
Přešel na údolí z Garajovy polany. Souvisí s někdejším pastevectvím. Lidová slovesnost ho odvozuje i od Jánošíkova společníka Garaje, který zde prý ukrýval poklad.
Jiné vysvětlení: Středověcí němečtí horníci, kteří dolovali v Kôprové dolině, označovali povrchovou těžbu rudy slovesem Geran (starý germánský tvar ger). Pravděpodobně původní název této doliny byl Gerantal. Později se posunul do podoby, která je shodná s příjmením Garaj, o němž se v souvislosti s touto dolinou nezachoval žádný věrohodný údaj. Základ názvu však mohlo tvořit i starogermánské slovo garida, které znamená vzdálený nebo starý německý výraz gare - vytyčený důlní díl.

## Turistika
Do doliny nevedou turistické stezky.